# الحنكه (البيضاء)
الحنكه هي إحدى قرى الجمهورية اليمنية. وهي تتبع جغرافيًا لمحافظة البيضاء. وإداريًا لمديرية الزاهر. يبلغ تعداد سكانها 1208 نسمة حسب الإحصاء الذي جرى عام 2004.